# یامیووکی-پیوترووینتا
یامیووکی-پیوترووینتا (به لاتین: Jamiołki-Piotrowięta) یک روستا در لهستان است که در گمینا سوکووه واقع شده‌است. یامیووکی-پیوترووینتا ۱۲۰ نفر جمعیت دارد.